# Crying Out Your Name
«Crying Out Your Name» es una canción interpretada por la cantante pop sueca y productora musical Loreen, fue lanzado como el cuarto sencillo de su álbum de estudio debut Heal (2012). La canción fue escrita por Moh Denebi, Ana Diaz, Niklas Jarl, Gino Yonan, Svante Halldin, y producido por SeventyEight. Fue lanzado como descarga digital el 8 de octubre de 2012 en Suecia. La canción debutó en el número 42 en la lista de singles de Suecia.

## Lista de canciones
Descarga digital
1. "Crying Out Your Name" - 3:38

Promo Remixes
1. "Crying Out Your Name (Promise Land Remix) 5:52
2. "Crying Out Your Name (K-Klass Remix) 6:31
3. "Crying Out Your Name (Lucas Nord Remix) 5:41
4. "Crying Out Your Name (Albin Myer Remix) 4:50
5. "Crying Out Your Name (Bauer & Landford Remix) 5:31
6. "Crying Out Your Name (Lucas Nord Remix Radio Edit) 3:44

## Créditos y personal
- Voz – Loreen
- Productors – SeventyEight
- Letra – Moh Denebi, Ana Diaz, Niklas Jarl, Gino Yonan, Svante Halldin, Jakob Hazell
- Discográfica: Warner Music Sweden

## Posicionamiento
| Listas (2012)              | Posición |
| -------------------------- | -------- |
| Suecia (Sverigetopplistan) | 19       |
| Suecia (Digilistan)        | 5        |

## Historial de ediciones
| País   | Data                 | Formato          | Discográfica        |
| ------ | -------------------- | ---------------- | ------------------- |
| Suecia | 8 de octubre de 2012 | Descarga digital | Warner Music Sweden |